# Phil Zimmermann

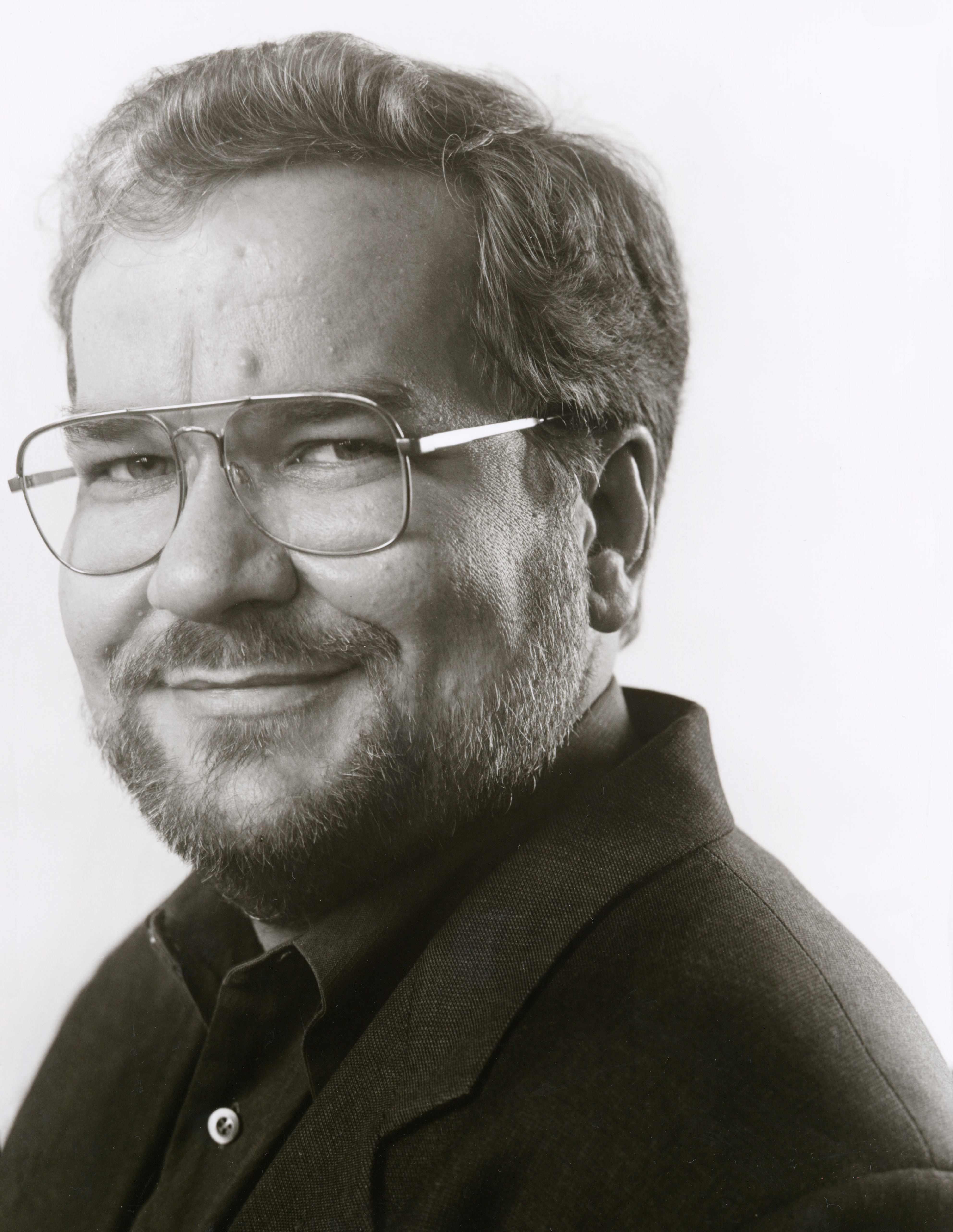
Phil Zimmermann

Philip R. Zimmermann (* 12. Februar 1954 in Camden, New Jersey) ist Softwareentwickler und Erfinder der E-Mail-Verschlüsselungssoftware Pretty Good Privacy (PGP). Er ist Mitbegründer und Chefentwickler von Silent Circle, einem Unternehmen für verschlüsselte Kommunikation.
Zimmermann studierte Informatik an der Florida Atlantic University und arbeitete anschließend als Softwareentwickler in Boulder, Colorado. Mit seinem Programm PGP war er der erste, der die asymmetrische Kryptographie (auch Public-Key-Kryptographie genannt) als Software der Allgemeinheit leicht zugänglich machte. Dies führte dazu, dass die US-Zollbehörden ihn zum Ziel einer drei Jahre dauernden Untersuchung machten, da die Regierung der Ansicht war, dass US-amerikanische Exportbeschränkungen für kryptographische Software verletzt worden waren, als PGP ab 1991 nach Veröffentlichung als Freeware im Internet seinen Siegeszug rund um die Welt antrat. Nachdem die Regierung den Fall Anfang 1996 ohne Anklage fallen ließ, gründete Zimmermann die PGP Inc., die im Dezember 1997 von Network Associates Inc. (NAI) übernommen wurde, welche ihrerseits 2010 von der börsennotierten Symantec Corporation übernommen wurden. Zimmermann blieb nach dem Verkauf drei Jahre lang bei NAI als Senior Fellow. Im Jahr 2002 wurde PGP der NAI von einer neuen Firma namens PGP Corporation abgekauft, wo Zimmermann nun als spezieller Berater tätig ist. Zimmermann ist Fellow des Stanford Law School’s Center for Internet and Society.
Im März 2006 stellte er die Beta-Version einer neu entwickelten Software namens Zfone zur Verschlüsselung von VoIP-Telefonaten vor.
Im Mai 2015 zog Zimmermann mitsamt seiner Firma Silent Circle von den USA nach Le Grand-Saconnex, einem Vorort von Genf in der Schweiz. Als Grund nannte er Datenschutzbedenken durch die Globale Überwachungs- und Spionageaffäre.
Zimmermann unterstützte außerdem das soziale Netzwerk Okuna, dessen Ziel es war, eine ethische und datenschutzfreundliche Alternative zu bestehenden sozialen Netzwerken wie Facebook zu sein. Okuna wurde jedoch eingestellt. Der Source Code ist auf GitHub archiviert.

## Zitate
- If privacy is outlawed, only outlaws will have privacy.[6] (dt.: „Wenn Privatsphäre gesetzlich verboten wird, haben nur Gesetzlose Privatsphäre.“)
- Privacy is a right like any other. You have to exercise it or risk losing it.[7] (dt.: „Privatsphäre ist ein Recht wie jedes andere. Man muss es in Anspruch nehmen oder man riskiert, es zu verlieren.“)
- I cannot decrypt this on my iphone. Please send this to me again, as plaintext.[8] (dt.: „Ich kann das auf meinem iPhone nicht entschlüsseln. Bitte schick es mir noch einmal in Klartext.“)